# Pieris formosa
Pieris formosa là một loài thực vật có hoa trong họ Thạch nam. Loài này được (Wall.) D. Don miêu tả khoa học đầu tiên năm 1834.

## Hình ảnh

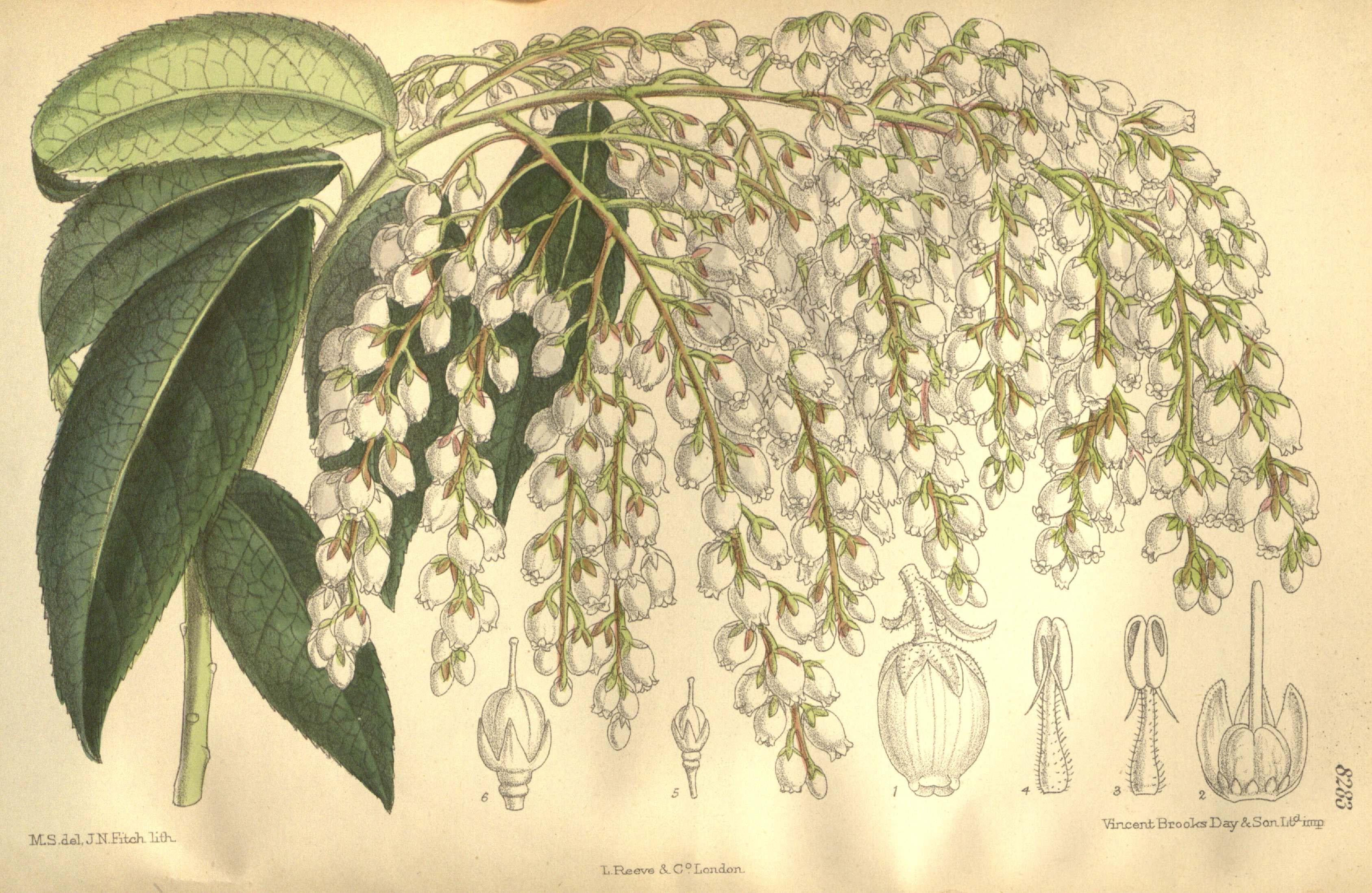
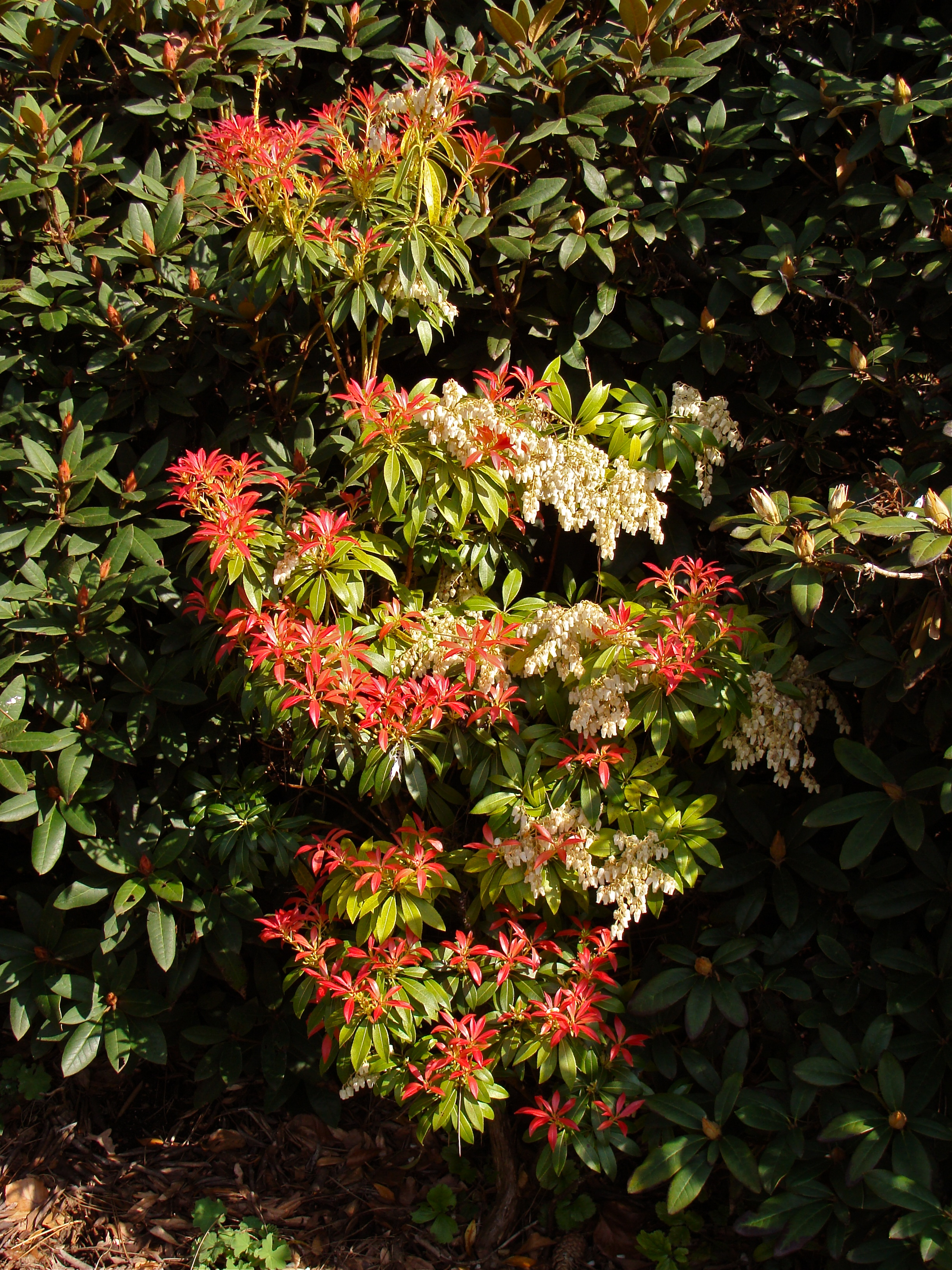
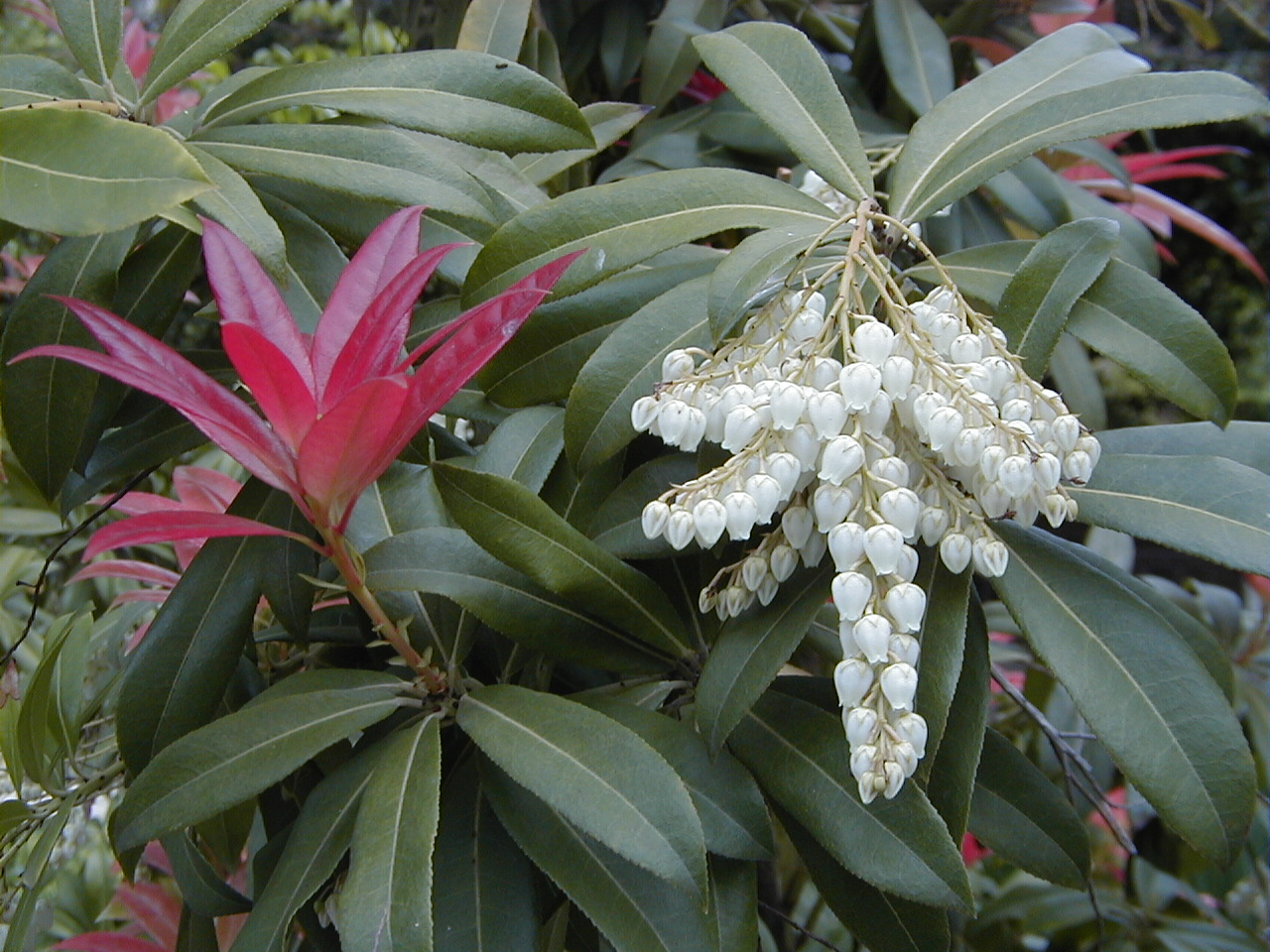